# McGregor, Florida
McGregor är en ort (CDP) i Lee County, i delstaten Florida, USA. Enligt United States Census Bureau har orten en folkmängd på 7 406 invånare (2010) och en landarea på 6,1 km².